# Dubravec
Dubravec är en ort i Kroatien.   Den ligger i länet Varaždin, i den norra delen av landet, 50 km norr om huvudstaden Zagreb. Dubravec ligger 234 meter över havet och antalet invånare är 428.
Terrängen runt Dubravec är kuperad åt sydväst, men åt nordost är den platt. Runt Dubravec är det ganska glesbefolkat, med 26 invånare per kvadratkilometer. Närmaste större samhälle är Ivanec, 4,3 km sydost om Dubravec. Omgivningarna runt Dubravec är en mosaik av jordbruksmark och naturlig växtlighet.